# Артур Корнберг
Артур Корнберг (англ. Arthur Kornberg; 3 березня 1918, Бруклін, Нью-Йорк — 26 жовтня, 2007, Стенфорд, штат Каліфорнія, США) — американський біохімік, член Національної академії наук США, Американської академії наук і мистецтв та Американського товариства вчених-біологів, а також іноземний член Лондонського королівського наукового товариства.

## Біографія
Артур Корнберг народився в сім'ї іммігрантів з польської Галичини Йосефа Корнберга та Олени Кац. Закінчив Сіті-коледж у Нью-Йорку і Рочестерський університет. У 1942 був офіцером медичної служби Берегової охорони США. У 1942-1952 працював в Національному інституті здоров'я в Бетесді, в 1947 протягом року — в Медичній школі Нью-Йоркського університету як запрошений дослідник в лабораторії Очоа. З 1953 по 1959 — керівник відділу мікробіології університету Дж. Вашингтона в Сент-Луїсі (штат Монтана), з 1959 — професор факультету біохімії Стенфордського університету, до 1969 — декан факультету.
Артур Корнберг — визнаний авторитет в області біохімії ферментів. Його перші роботи присвячені проміжним продуктам метаболізму і ферментам, що беруть участь в їх утворенні. Ці дослідження привели до відкриття хімічних реакцій, відповідальних за синтез флавінаденіндинуклеотиду і дифосфоуридинуклеотиду — коферментів (термостабільних водорозчинних компонентів ферментів), що беруть участь в окисно-відновних процесах в клітці.
Досліджуючи механізм синтезу нуклеотидів — мономірних одиниць ДНК і РНК, — Корнберг підійшов до проблеми їх з'єднання один з одним (полімеризації). Виділив і очистив фермент, який називається тепер ДНК-полімеразою, що каталізує копіювання (реплікацію) ДНК при поділі клітини. У 1967 році, використовуючи вірус Сіншмейера як матрицю, Корнберг і Гуліа вперше отримали в пробірці біологічно активну ДНК.
Вперше експериментально відтворив ферментативно синтез ДНК і РНК (Нобелівська премія з фізіології або медицини, 1959, спільно з Северо Очоа).
Роботи Корнберга відкрили нові напрями не тільки в біохімії і генетиці, але і в лікуванні спадкових захворювань і раку.
Артур Корнберг дуже багато працював і в старості, помер від простудного захворювання.

## Нагороди
- Премія лабораторій Пола Люіса по хімії ферментів Американського хімічного товариства (1951)
- Нобелівська премія з фізіології і медицини «за відкриття механізмів біологічного синтезу рибонуклеїнової і дезоксирибонуклеїнової кислот» (1959)
- Премія за наукові досягнення Американської медичної асоціації (1968)
- Премія Люсі Уорт Джеймс Товариства медичної онкології (1968)
- Премія Бордена за медичні дослідження Асоціації американських медичних коледжів (1968)
- Національна наукова медаль США (1979)

## Сім'я
- Його батьками були Джозеф Корнберг і Олена Корнберг (Кац).
- Дружина — Сільві Рут Леві (з 1943 р.) (померла 1986 р.) — проводила дослідження в області біохімії.
- Три сини: Роджер Корнберг, Томас Корнберг, Кеннет Корнберг
- Дружина — Шарлін Уолш Ліверінг англ. Charlene Walsh Levering, (з 1988 р.) (померла у 1995 р.)
- Дружина Керолін Діксон англ. Carolyn Dixon (з грудня 1998)